# Eye of the Beholder (серия игр)
Eye of the Beholder (с англ. — «Глаз Бехолдера», сокр. EOB) — серия компьютерных ролевых игр (трилогия). Первая и вторая игры серии разработаны компанией Westwood Studios, третья — Strategic Simulations, все три изданы компанией Strategic Simulations.
Все игры серии основаны на 2-й редакции правил ролевой системы Dungeons & Dragons. Используется вид от первого лица в псевдотрёхмерном представлении игрового мира, игровой процесс идёт в реальном времени (так же, как в одной из самых первых игр такого типа: Dungeon Master). События в играх происходят во вселенной Forgotten Realms, в 1162—1170 гг.

## Eye of the Beholder
Первая игра серии.
Хелбен «Чёрный Посох» Арунсун, архимаг города Уотердипа, сообщает Пиргейрону Паладинсону, лорду Уотердипа, о растущей угрозе городу со стороны тёмных сил, находящихся предположительно уже в самом городе, или под ним. Лорды города нанимают четырёх искателей приключений, что бы те выяснили, что за тёмные силы угрожают городу, и при возможности уничтожили их.

## Eye of the Beholder II: The Legend of Darkmoon
Вторая игра серии, непосредственное продолжение предыдущей игры. Считается лучшей в трилогии.
После приключений в первой игре, герои останавливаются в гостинице, чтобы отдохнуть и насладиться заслуженной славой, однако отдых прерван срочным сообщением от их друга Хелбена Арунсуна, архимага города Уотердипа. Хелбен сообщил, что разведчица Амбер, посланная им для изучения правдивости слухов о появлении тёмных сил в окрестностях храма «Тёмная Луна», до сих пор не вернулась. Четвёрке искателей приключений необходимо выяснить природу этих тёмных сил.

## Eye of the Beholder III: Assault on Myth Drannor
Третья игра серии, непосредственное продолжение предыдущей игры. Считается худшей в трилогии.
Выполнив задание Хелбена в храме «Тёмная Луна», герои отдыхают в таверне, рассказывая местным завсегдатаям о своих успехах, что теперь Уотердип может спать спокойно. Вдруг в таверну входит странный человек и просит героев освободить разрушенный легендарный город Миф Драннор от присутствия лича по имени Аквеллан. Герои соглашаются. Впоследствии выясняется, что основная угроза исходит не от Аквеллана, а от одного из злых богов, который хочет захватить Миф Драннор, уничтожив чужими руками Аквеллана, с которым не мог справиться сам. Герои уничтожают Тёмного Бога, восстанавливая над Миф Драннором власть Латандера — бога восхода и перерождения.